# Santa Maria de la Tossa de Montbui
Santa Maria de la Tossa de Montbui és una església preromànica construïda a finals del segle x situada al recinte del castell de Montbui a la Tossa, una muntanya del terme municipal de Santa Margarida de Montbui. El conjunt està declarat Bé Cultural d'Interès Nacional.
Obra del segle X renovada cap al 1032. Té elements preromànics i romànics. Tres naus preromàniques de sis tramades, voltes en lleuger arc de ferradura, forma que es repeteix en les arcades que reposen les naus, les quals arcades descansen sobre curtes i massisses columnes amb àbac i capitells desproveïts de tota ornamentació. Aquesta primitiva església, per influència del bisbe Oliba, va ésser allargada amb el presbiteri i tres àbsides, aquestes amb arcuacions i bandes llombardes i una finestra al mig. Exteriorment té la forma rectangular amb coberta a dues aigües. Corona el mur de ponent un campanar d'espadanya de doble arcada. El portal, encarat a migdia, és d'arc rodó i adovellat, construït al segle XVI. L'altar és presidit per una imatge romànica de Mare de Déu de Gràcia que data del segle XIII.

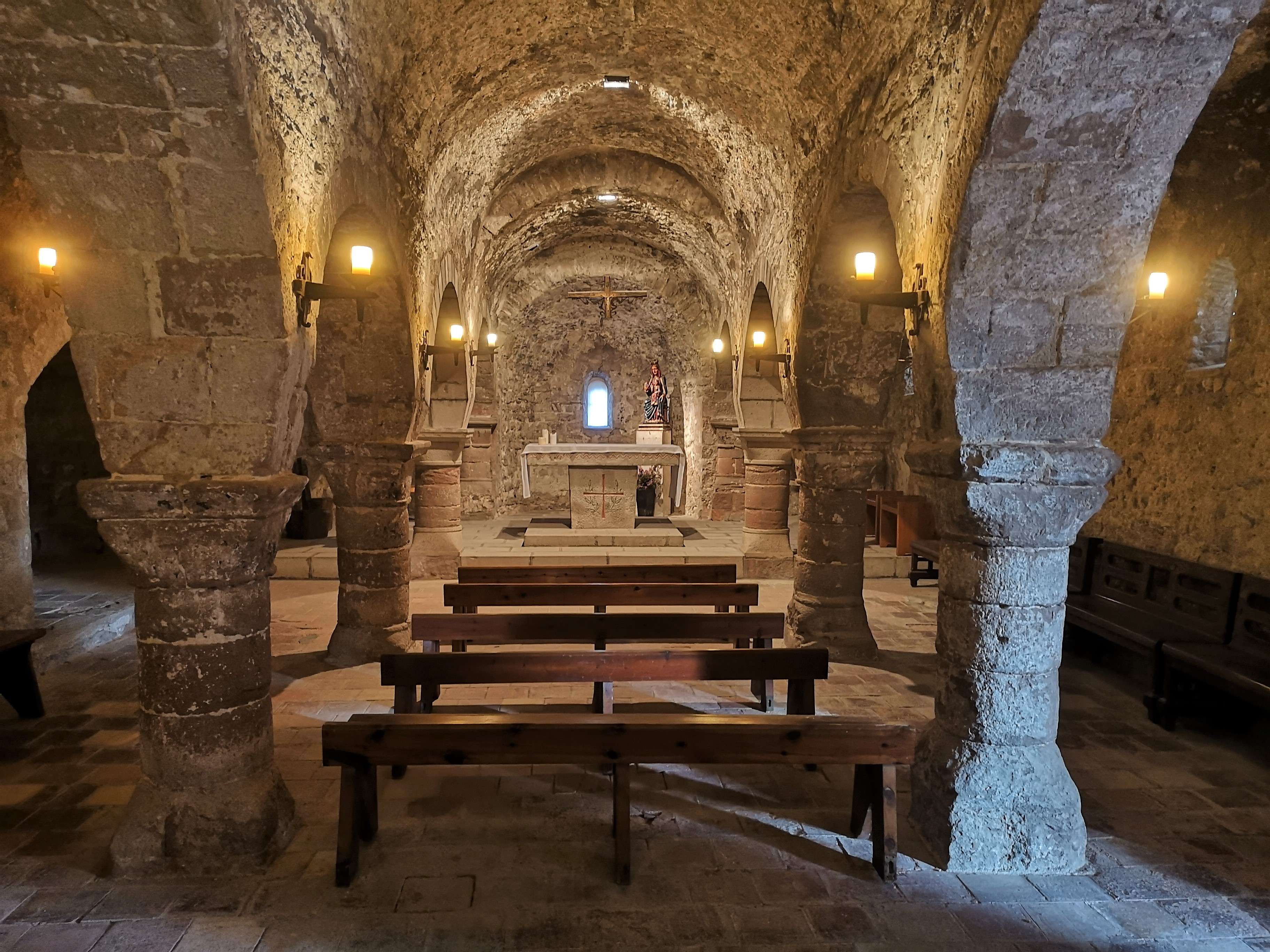
Interior de l'església de Santa Maria

## Història
El terme del castell de Montbui ja és citat des de l'any 936. L'any 987 el bisbe Froià, al mateix temps que erigia la torre del castell, va construir al costat una sòlida església que, contra el corrent de l'època que les cobria amb encavallades de fusta, la va cloure amb voltes a fi d'evitar la destrucció en les freqüents invasions de sarraïns. Després d'uns anys d'abandonament, va ésser acabada cap al 1032 per l'impuls del bisbe Oliba, en el procés de repoblació de la comarca. Sembla acabada, aquesta reconstrucció, l'any 1035.
A finals del segle xvi s'afegí la capella del cantó nord, dedicada a la Verge del Roser, per part de la família Vilaseca, com a panteó familiar. Fou parròquia activa fins que el 1614 la parroquialitat fou traslladada a Santa Margarida i restà com a sufragània seva. El 1828 perdé aquesta categoria i restà com a ermita. L'any 1954 el C.E.C.I. i el Servei de Restauració de la Diputació van procedir a la seva restauració. Malgrat les mutilacions sofertes, un dels primers a veure la vàlua de l'església fou mossèn Amadeu Amenós. Entre 1954 i 1964 l'església va ser restaurada, i el 1955 es creà el Patronat de la Muntanya de la Tossa, que s'encarregà de mantenir el conjunt.

## Galeria

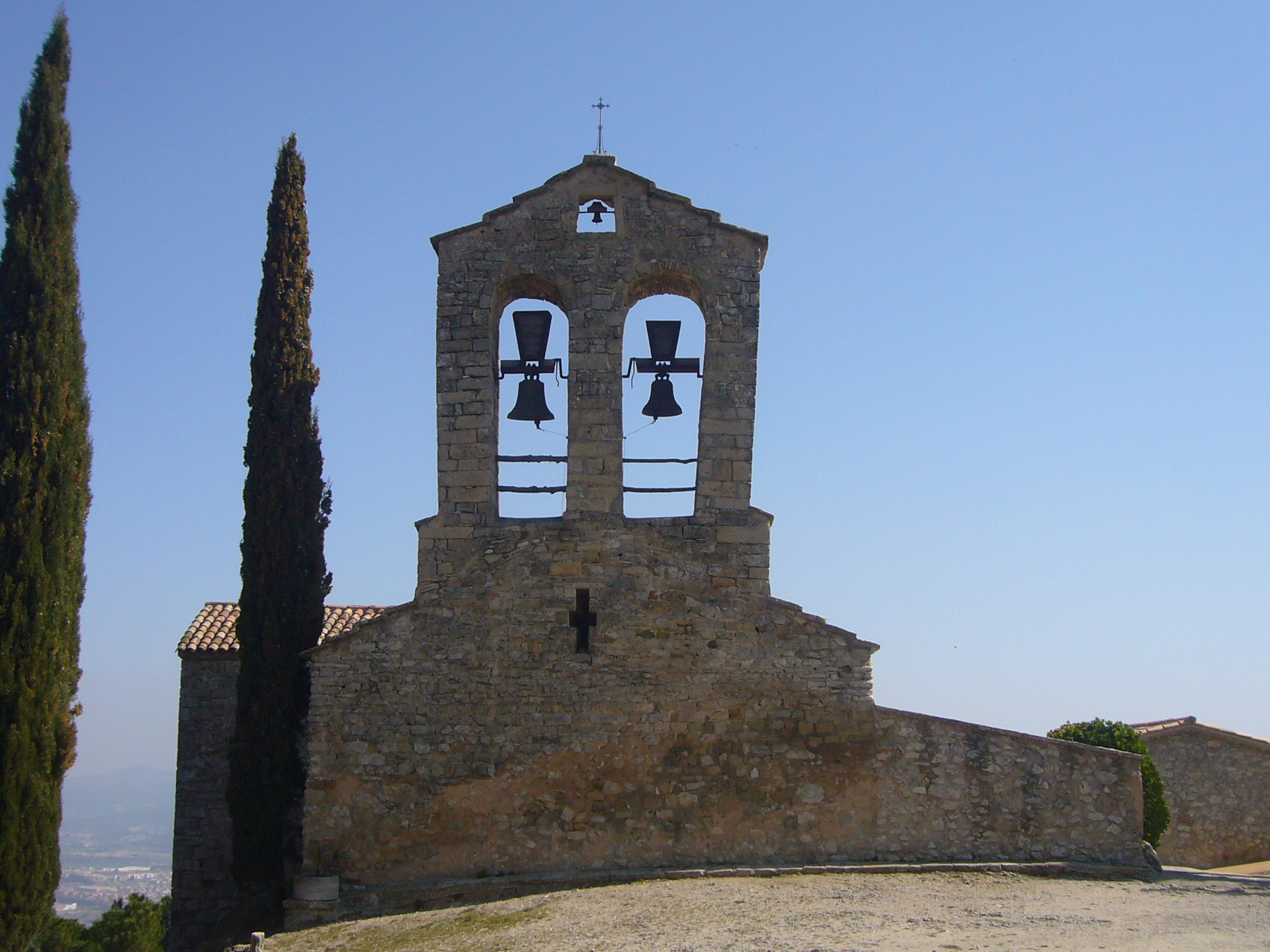
El campanar d'espadanya
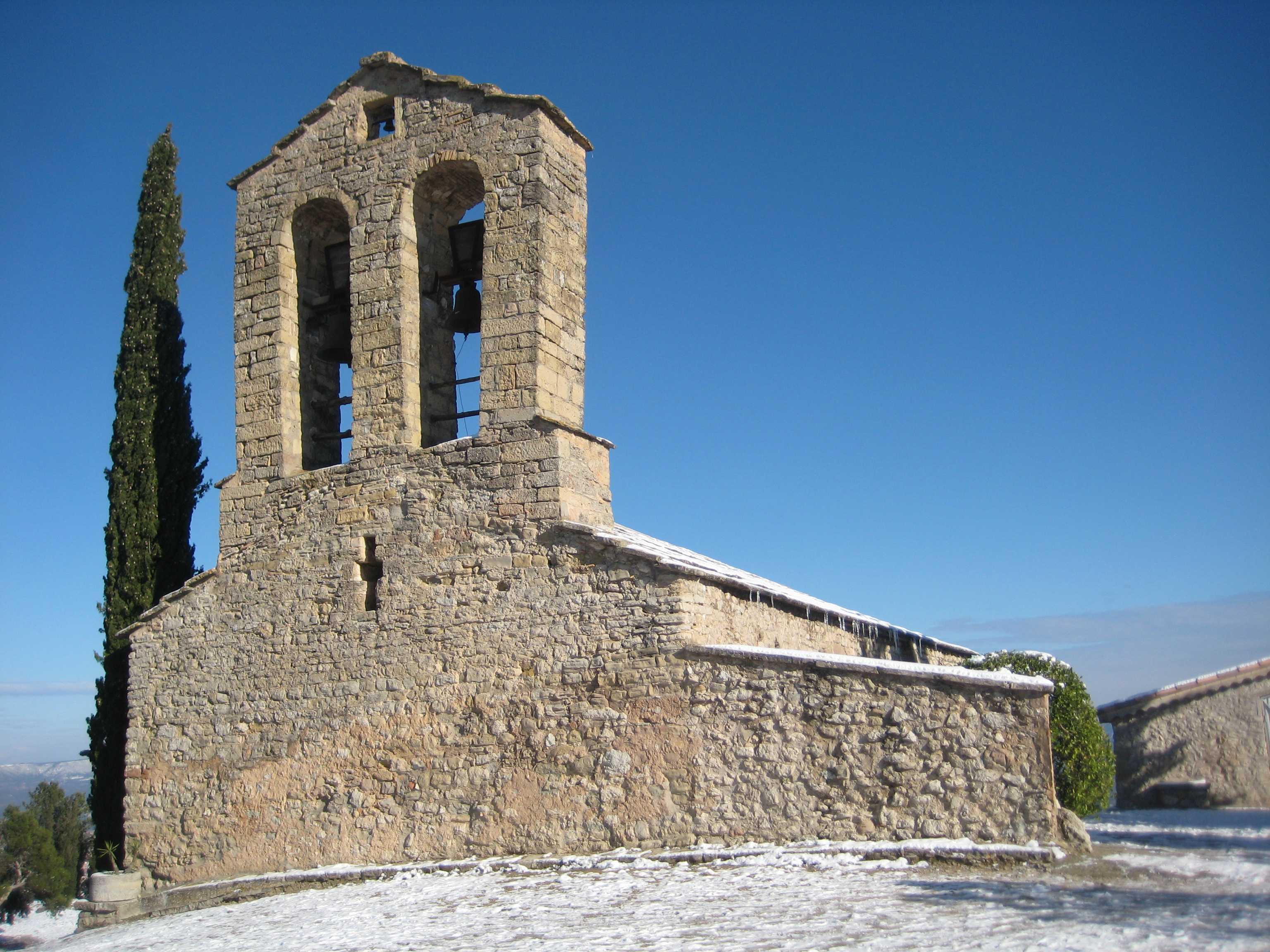
Vista del campanar
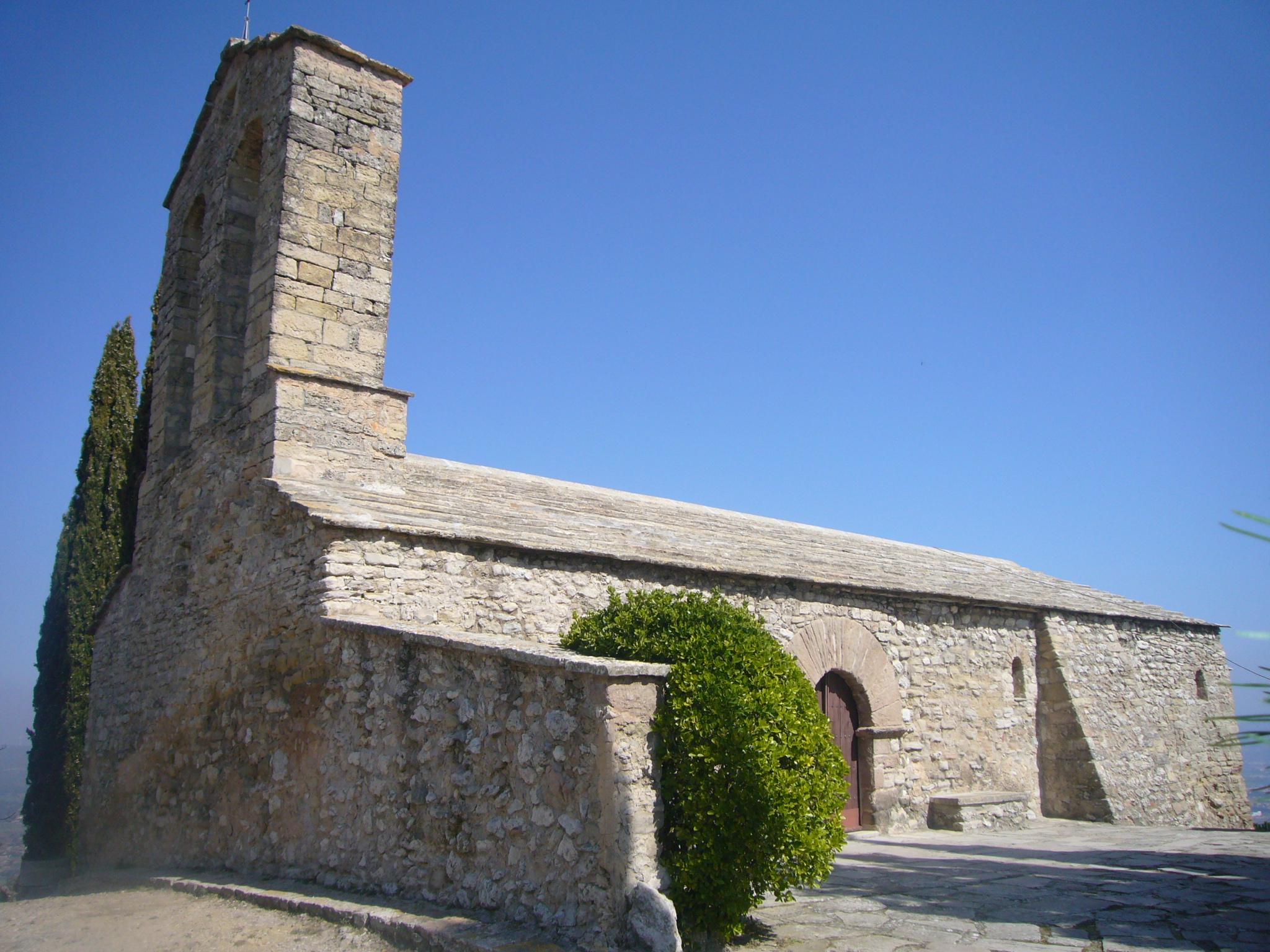
Vista lateral
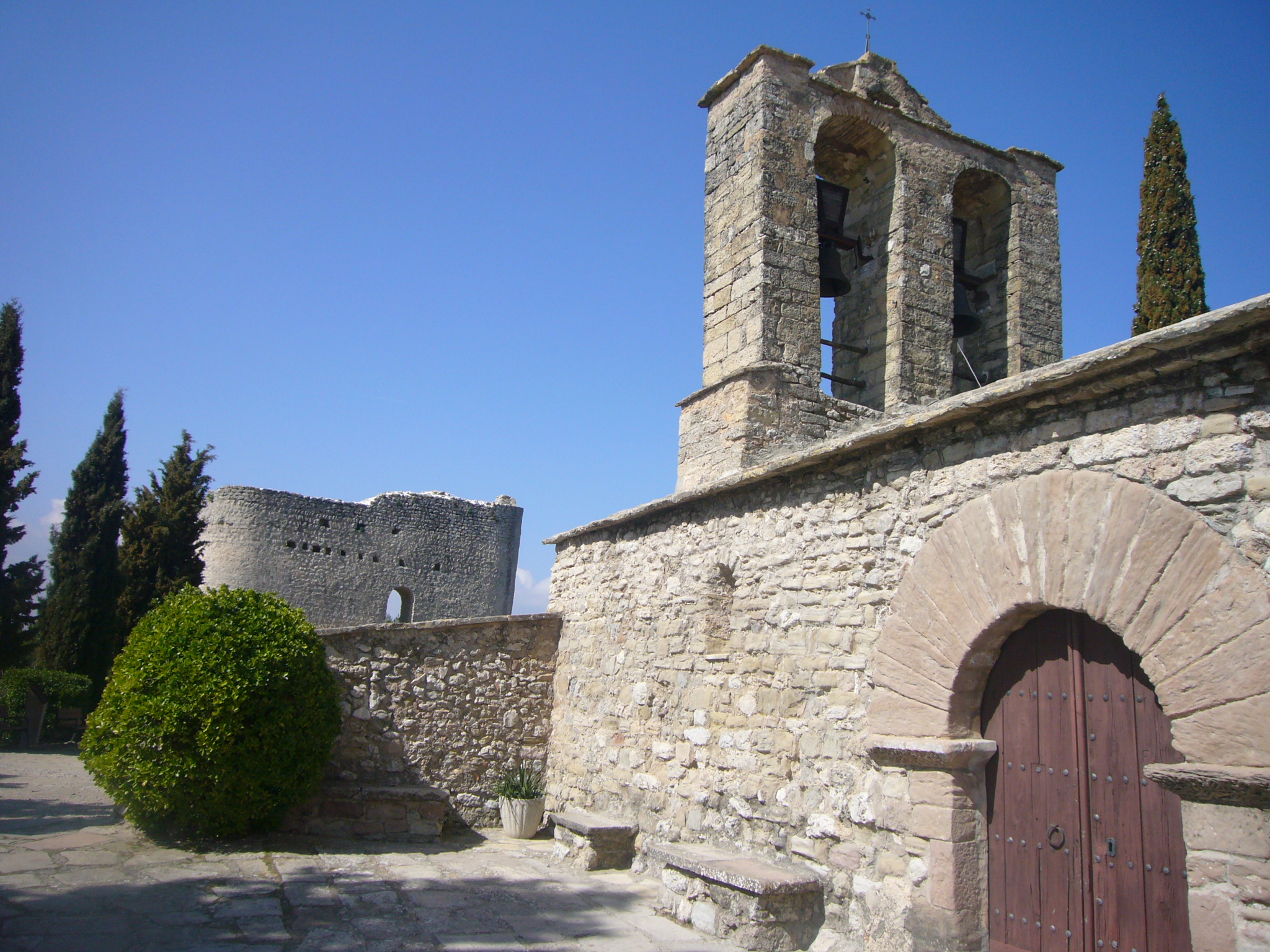
Entrada a l'església, amb el Castell de Montbui al fons
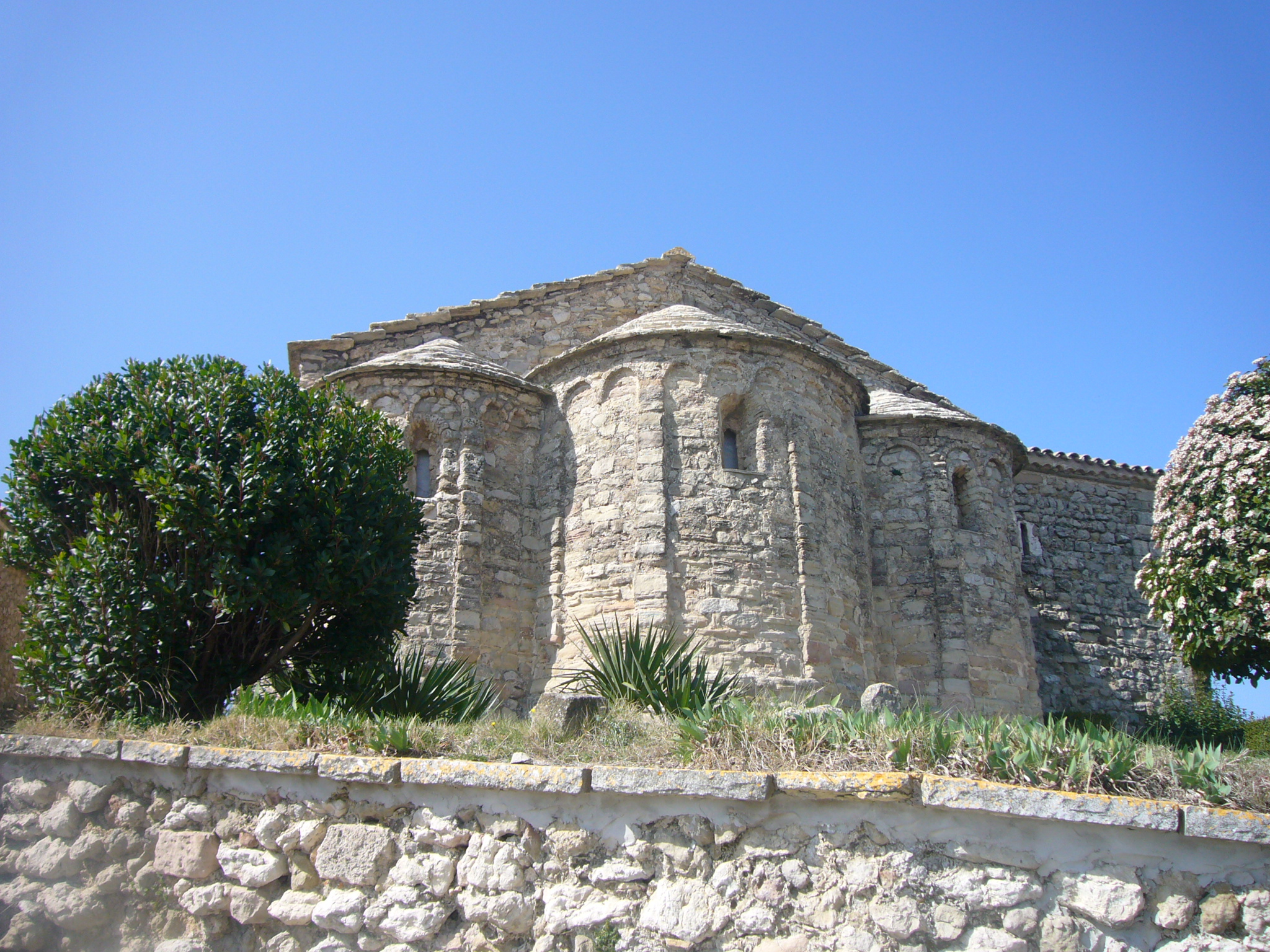
Tres absis semicirculars de l'església
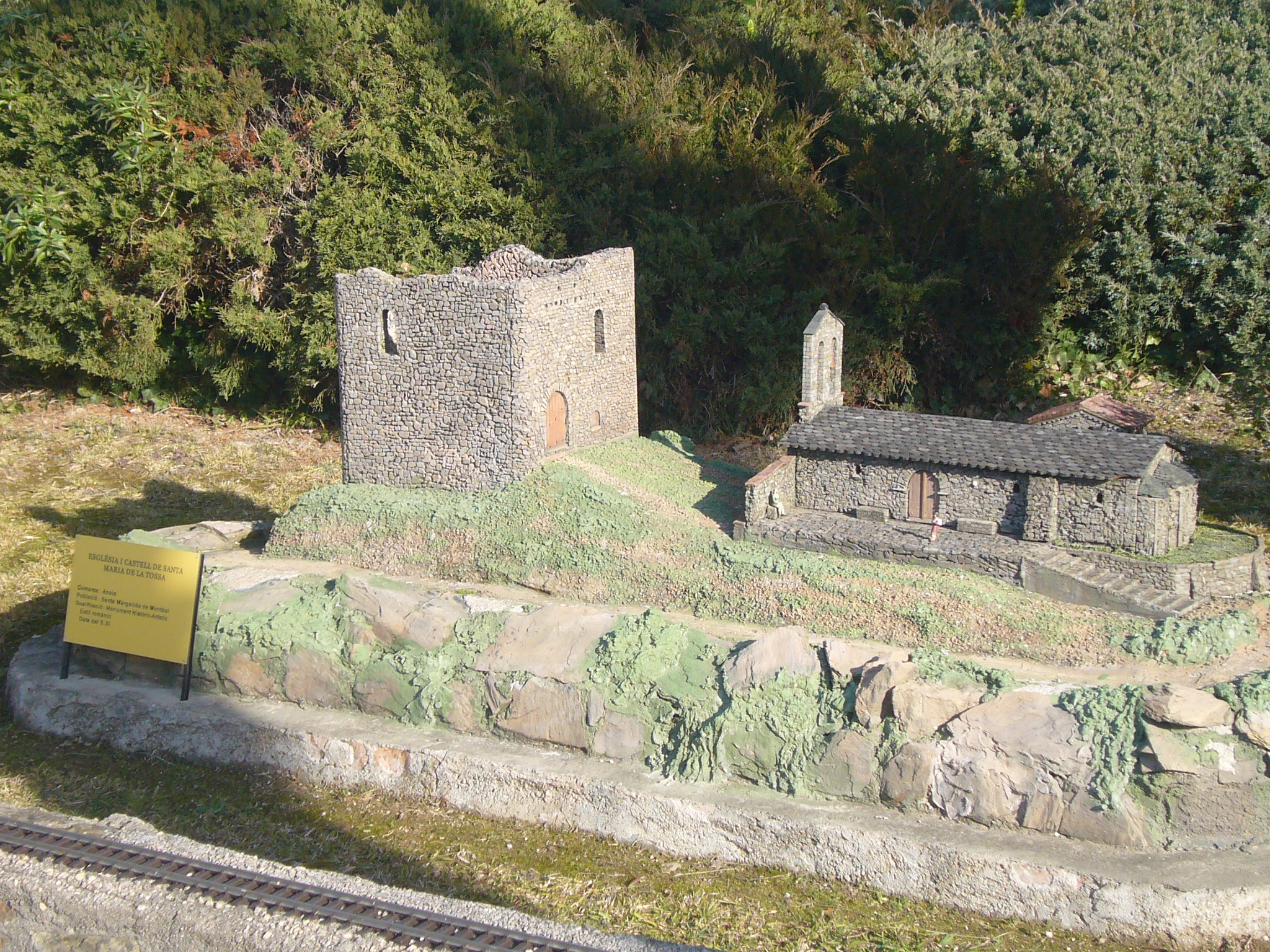
Maqueta a Catalunya en Miniatura del castell de Montbui i de l'església de Santa Maria
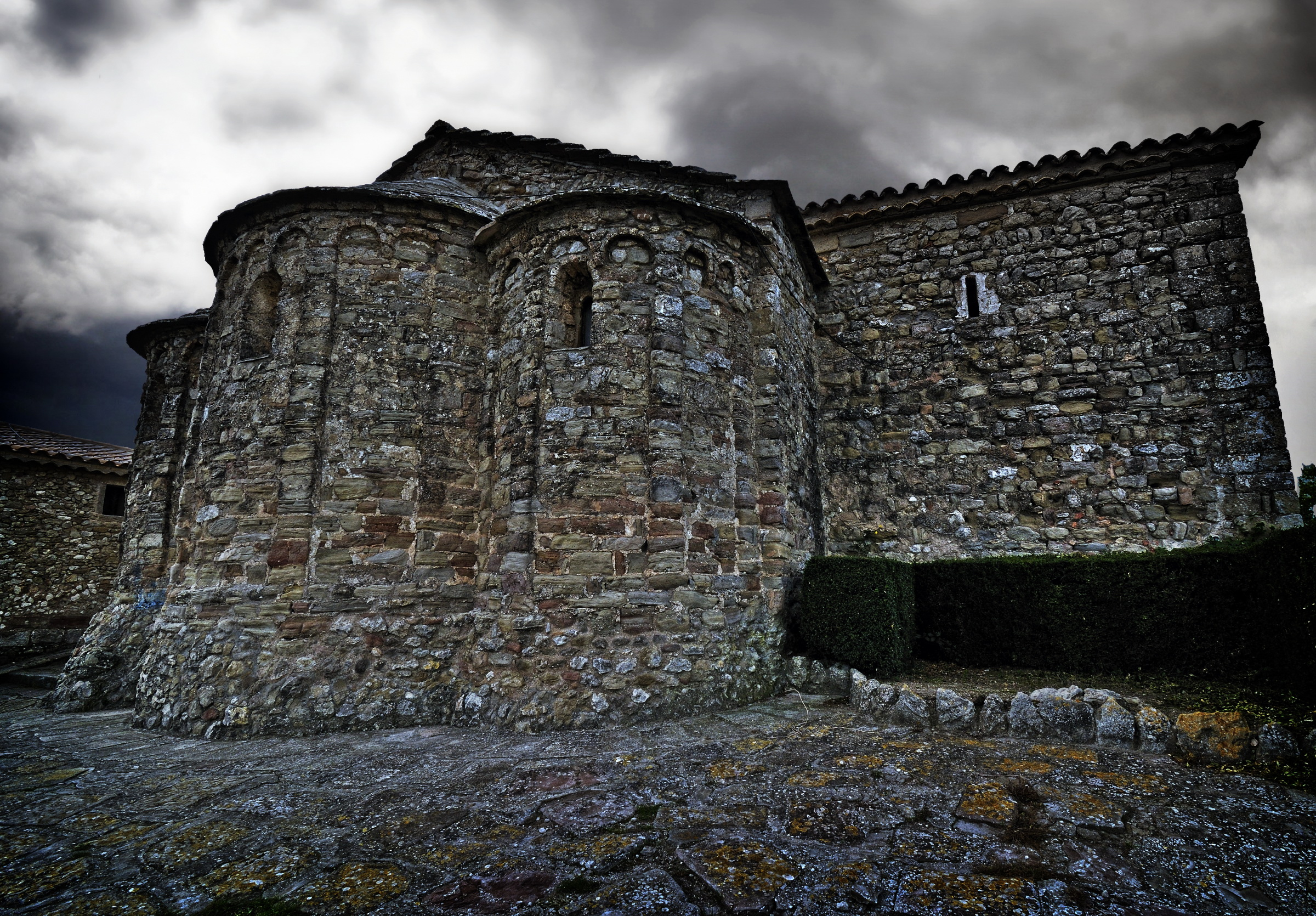
Vista de l'església
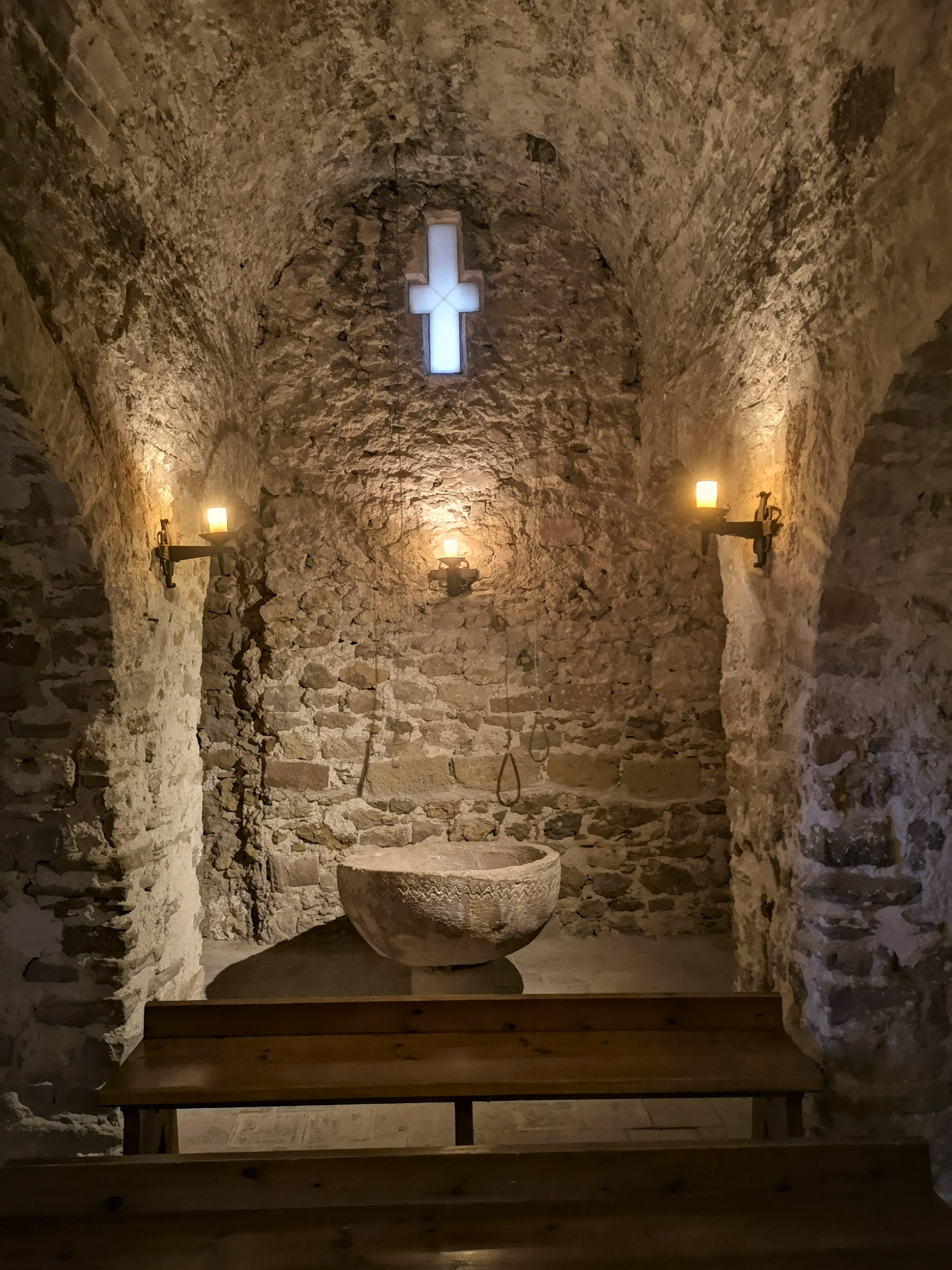

1. 1 2 3  «Santa Maria de la Tossa». Inventari del Patrimoni Arquitectònic de Catalunya.   Direcció General del Patrimoni Cultural de la Generalitat de Catalunya. [Consulta: 27 agost 2014].
2. ↑  Maria Antonia Bisbal i Sendra, Maria Teresa Miret i Solé, Diccionari Biogràfic d'Igualadins, pàg. 23-24, ISBN 8423202461